# Les Binks

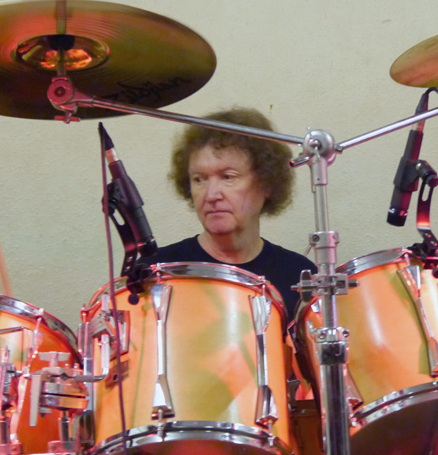
Les Binks (2016)

James Leslie „Les“ Binks (* 8. August 1951 in Portadown; † 15. März 2025 in London) war ein nordirischer Schlagzeuger. Er spielte unter anderem für Judas Priest.

## Leben
Zu Binks’ Geburtsjahr gibt es unterschiedliche Angaben; einige Quellen geben den 5. April 1948 als Geburtstag an. Binks wuchs mit sechs Geschwistern auf. Er begann im Alter von fünf Jahren Schlagzeug zu spielen. Als Heranwachsender spielte er in verschiedenen Bands. 1972 zog er nach London, wo er unter anderem für Eric Burdon von The Animals und mit der Popgruppe Fancy spielte. Durch Roger Glovers Vermittlung – auf dessen Konzeptalbum The Butterfly Ball and the Grasshopper's Feast er damals bereits gespielt hatte – kam es dazu, dass er Simon Phillips ersetzte und mit Judas Priest auf Welttournee ging. Anschließend blieb er bei der Band, arbeitete an dem Album Stained Class (1978) mit und trug unter anderem zur Komposition von Beyond the Realms of Death bei. Es folgte 1979 das Album Killing Machine, auf dem Binks' Spiel insbesondere in Take On the World zur Geltung kam. Ferner war er auf dem Album Unleashed in the East zu hören, das 1979 in Tokyo aufgenommen wurde. Allerdings wuchsen die Spannungen mit dem Manager Mike Dolan, der ihn nicht als vollwertiges Mitglied der Band behandelte. Schließlich verließ Binks die Band wegen dieser Widrigkeiten. In den nachfolgenden Jahren spielte er unter anderem mit Lionhearted, Tytan und Raw Glory. In seinen späteren Jahren griff er zum Teil wieder auf Stücke aus seiner Zeit mit Judas Priest zurück und spielte manchmal mit anderen früheren Mitgliedern der Band, z. B. K. K. Downing und Tim Owens. Er spielte auch, als die Band im Jahr 2022 in die Rock and Rock Hall of Fame in Los Angeles Einzug hielt. In einem Nachruf auf Binks war zu lesen: „Though his tenure in the band was short, Binks left an indelible mark on Judas Priest. His exacting, dynamic style of play — as swift as it was pummeling — helped define the sound [...]“ Binks starb in einem Krankenhaus in London und wurde auf dem Kernan Cemetery in seiner Geburtsstadt beigesetzt.